# Hans Nielsen (Boxer)
Hans Jakob Nielsen (* 2. September 1899 in Næstved; † 6. Februar 1967 in Aalborg) war ein dänischer Boxer, der im Feder- und im Leichtgewicht antrat.

## Karriere
Hans Jakob Nielsen gewann 1920 erstmals die dänische Meisterschaft für den AK Jyden. Zudem trat er bei den Olympischen Spielen 1920 in Antwerpen im Federgewichtsturnier an, wo er nach einem Freilos in Runde 1 in der zweiten Runde von James Cater besiegt wurde. Es folgten 1923 und 1924 zwei weitere dänische Meistertitel. Bei den Olympischen Sommerspielen 1924 in Paris siegte er im Finale des Leichtgewichtsturniers gegen Alfredo Copello und wurde somit Olympiasieger. Vier Jahre später bei den Spielen in Amsterdam schied er im Halbfinale gegen den späteren Olympiasieger Carlo Orlandi aus. Durch seine anschließende Niederlage gegen Gunnar Berggren verfehlte er die Medaillenränge und wurde Vierter.